# Panzerregiment 9
Het Panzerregiment 9 was een Duits tankregiment van de Wehrmacht tijdens de Tweede Wereldoorlog.

## Krijgsgeschiedenis
Panzerregiment 9 werd opgericht op 4 januari 1943 in Noorwegen uit Panzerbrigade 18, met I. Abteilung uit Pz.Abt. 214 en II. Abteilung uit Pz.Abt. 40 (deze laatste 2 omdopingen vonden al op 16 december 1942 plaats).
Het regiment maakte bij oprichting deel uit van de 25e Pantserdivisie en bleef dat gedurende zijn hele bestaan.
Tegen februari 1944 was het regiment in de noordelijke Oekraïne bijna volledig vernietigd. Alleen de staf en resten van de eenheden bleven over.
Het regiment capituleerde (met de rest van de divisie) bij Vimperk aan Amerikaanse troepen van het 3e Leger op 8 mei 1945.

## Samenstelling bij oprichting
- I. Abteilung met 4 compagnieën (1-4)
- II. Abteilung met 3 compagnieën (5-7)

## Wijzigingen in samenstelling
Bij het vertrek van het regiment naar Frankrijk in augustus 1943 bleef I. Abteilung achter in Frankrijk en werd op 6 september 1943 omgedoopt in Pz.Abt. Norwegen. Het regiment bestond daarmee alleen uit staf + II. Abteilung. Daarom werd van 10 september tot 28 oktober 1943 de I./Pz.Reg 26 toegevoegd.

Een kader van II. Abteilung werd gebruikt om op 13 juli 1944 de Pz.Abt. 2104 van Panzerbrigade 104 op te richten.

In november 1944 werden weer 2 Abteilungen voor het regiment opgericht. De I. Abteilung werd opgesteld door omdopen van Pz.Abt. 2104 van Panzerbrigade 104 en II. Abteilung werd opgericht uit de Pz.Abt. 2111 van Panzerbrigade 111.

## Opmerkingen over schrijfwijze
- Abteilung is in dit geval in het Nederlands een tankbataljon.
- II./Pz.Rgt. 9 = het 2e Tankbataljon van Panzerregiment 9

## Commandanten
| Rang                       | Naam                        | Begin            | Eind       |
| -------------------------- | --------------------------- | ---------------- | ---------- |
| Oberst                     | Manfred Graf von Strachwitz |                  |            |
| Hauptmann                  | Schneider                   |                  |            |
| Oberstleutnant             | Freiherr Prinz zu Waldeck   |                  |            |
| Major                      | Wilhelm Weidenbrück         |                  |            |
| Oberstleutnant der reserve | Dr. Eberhard Zahn           | 15 november 1944 | 8 mei 1945 |

Panzerregiment 1 · Panzerregiment 2 · Panzerregiment 3 · Panzerregiment 4 · Panzerregiment 5 · Panzerregiment 6 · Panzerregiment 7 · Panzerregiment 8 · Panzerregiment 9 · Panzerregiment 10 · Panzerregiment 11 · Panzerregiment 15 · Panzerregiment 16 · Panzerregiment 17 · Panzerregiment 18 · Panzerregiment 21 · Panzerregiment 22 · Panzerregiment 23 · Panzerregiment 24 · Panzerregiment 25 · Panzerregiment 26 · Panzerregiment 27 · Panzerregiment 28 · Panzerregiment 29 · Panzerregiment 31 · Panzerregiment 33  · Panzerregiment 35 · Panzerregiment 36 · Panzerregiment 39 · Panzerregiment 69 · Panzerregiment 80 · Panzerregiment 100 · Panzerregiment 101 · Panzerregiment 102 · Panzerregiment 116 · Panzerregiment 118 · Panzer-Lehr-Regiment 130 · Panzerregiment 201 · Panzerregiment 202 · Panzerregiment 203 · Panzerregiment 204 · Schweres Panzer-Regiment Bäke · Panzerregiment Brandenburg · Panzerregiment Coburg · Panzerregiment Feldherrnhalle · Panzerregiment Feldherrnhalle 2 · Panzerregiment Hermann Göring · Panzerregiment Großdeutschland · Panzerregiment Kurmark · Panzerregiment von Lauchert · Panzerregiment Major Rettemeier · Fallschirm-Panzerregiment 1 · Fallschirm-Panzerregiment 21 · SS-Panzerregiment 1 LSSAH · SS-Panzerregiment 2 · SS-Panzerregiment 3 · SS-Panzerregiment 5 · SS-Panzerregiment 9 · SS-Panzerregiment 10 · SS-Panzerregiment 11 · SS-Panzerregiment 12